# Newark (Ohio)
Pour les articles homonymes, voir Newark.
Newark est une ville de l'État de l'Ohio, aux États-Unis.
Elle est le siège du comté de Licking.

## Géographie
Située en plein centre de l'Ohio, Newark est traversé par les deux branches de la Licking River (en) (la North Fork et la South Fork) qui s'y rejoignent pour ne former qu'un seul cours d'eau se jetant dans la Muskingum à une trentaine de kilomètres à l'est. Selon les données du Bureau du recensement des États-Unis, Newark a une superficie de 51,3 km2 dont 50,7 km2 en surfaces terrestres et 0,6 km2 en surfaces aquatiques.

## Démographie
Newark était peuplée, lors du recensement de 2000, de 46 279 habitants.

## Lieux et monuments
Les Newark Earthworks, ouvrages de terre à proximité de Newark, site archéologique précolombien, comportent trois types d'ouvrages préservés : les terrassements du Grand Cercle, ceux de l'Octogone et les terrassements Wright. Ce complexe, construit par une population de la culture Hopewell entre 100 av. J.-C. et 400 apr. J.-C., contient les plus grands enclos en terre au monde et s'étendait sur environ 1 200 hectares au total. 
Les ouvrages de Newark Earthworks sont inscrits comme Monument historique national. Ils sont également inscrits en 2006 comme « monument préhistorique officiel de l'État de l'Ohio ». Cet ensemble fait partie du Hopewell Ceremonial Earthworks, l'un des quatorze sites proposés en janvier 2008 par le Département américain de l'intérieur pour une éventuelle soumission des États-Unis sur la Liste du patrimoine mondial de l'UNESCO.

## Personnalités liées à la commune
- Katharine Coman (1857-1915), économiste américaine.